# Lars Eriksson i Bäck
Lars Eriksson (i riksdagen kallad Eriksson i Bäck), född 7 oktober 1855 i Fellingsbro, död där 29 mars 1925, var en svensk lantbrukare och politiker (liberal). 
Lars Eriksson, som kom från en bondesläkt, var lantbrukare i Bäck i Fellingsbro. Han var riksdagsledamot i andra kammaren 1894–1911 för Lindes domsagas valkrets och tillhörde där det frihandelsvänliga Gamla lantmannapartiet 1894, Folkpartiet 1895–1899 och Liberala samlingspartiet 1900–1908. Åren 1909–1911 betecknade han sig som vänstervilde. I riksdagen var han bland annat ledamot i statsutskottet 1906–1907. Han engagerade sig särskilt för utökad rösträtt och för sänkta tullar.